# ینی‌سرخان‌لی
ینی‌سرخان‌لی (به ترکی آذربایجانی: Yeni Suraxanı) یک منطقهٔ مسکونی در جمهوری آذربایجان است که در باکو واقع شده‌است. ینی‌سرخان‌لی ۱۶٬۱۲۷ نفر جمعیت دارد.